# Mariusz Zbigniew Zieliński
Mariusz Zbigniew Zieliński (ur. 19 grudnia 1955 w Warszawie, zm. 9 października 2008 tamże) – absolwent UW, dziennikarz zajmujący się tematyką historyczną i historii sztuki oraz – lokalnie – varsavianistyką.
W czasach PRL był działającym intensywnie opozycjonistą, początkowo członkiem zlikwidowanej przez SB organizacji zbrojnej „Wolna Polska” (1972–1978), w stanie wojennym szefem Grupy Grochowskiej Grup Oporu Solidarni (ps. „Mariusz”, „Zbych”, „Zbyszek”). Po wypadku z pirotechnicznym wyrzutnikiem ulotek i okresie ukrywania się, w kierownictwie podziemnej Oficyny Wydawniczej RYTM (ps. „Polana”)*, aż do ujawnienia działalności – już jako redaktor naczelny i zastępca dyrektora. W Radzie Gminy Ursynów jako radny (1998 – 2002) pełnił funkcję przewodniczącego Komisji Rozwoju i Ekologii, opiniującej najważniejsze inwestycje realizowane na Ursynowie. Jako dziennikarz historyczny specjalizował się w tematyce pamiątek kultury sarmackiej i wojskowych formacji polskich XVII wieku, szczególnie husarii oraz tematyką kolekcjonerską. Był członkiem Stowarzyszenia Dziennikarzy Polskich, a także Prezesem Zarządu Warszawskiego Towarzystwa Prasy Lokalnej.

## Odznaczenia
- Medal Komisji Edukacji Narodowej (1975) za popularyzowanie dziejów oręża polskiego
- Złoty Krzyż Zasługi rządu londyńskiego (1990) za działalność niepodległościową
- odznakę „Zasłużony dla Kultury Polskiej” (2001) za podziemną działalność wydawniczą
- Krzyż Wolności i Solidarności został nadany postanowieniem Prezydenta RP nr 463/2018[2]